# Guillaume de Percy (conquête)
Pour les articles homonymes, voir Guillaume de Percy.
Guillaume de Percy († 1096/99), lord de Topcliffe, fut un baron et administrateur anglo-normand installé en Angleterre après la conquête normande de l'Angleterre. Il est le primogéniteur de la famille de Percy en Angleterre.

## Biographie

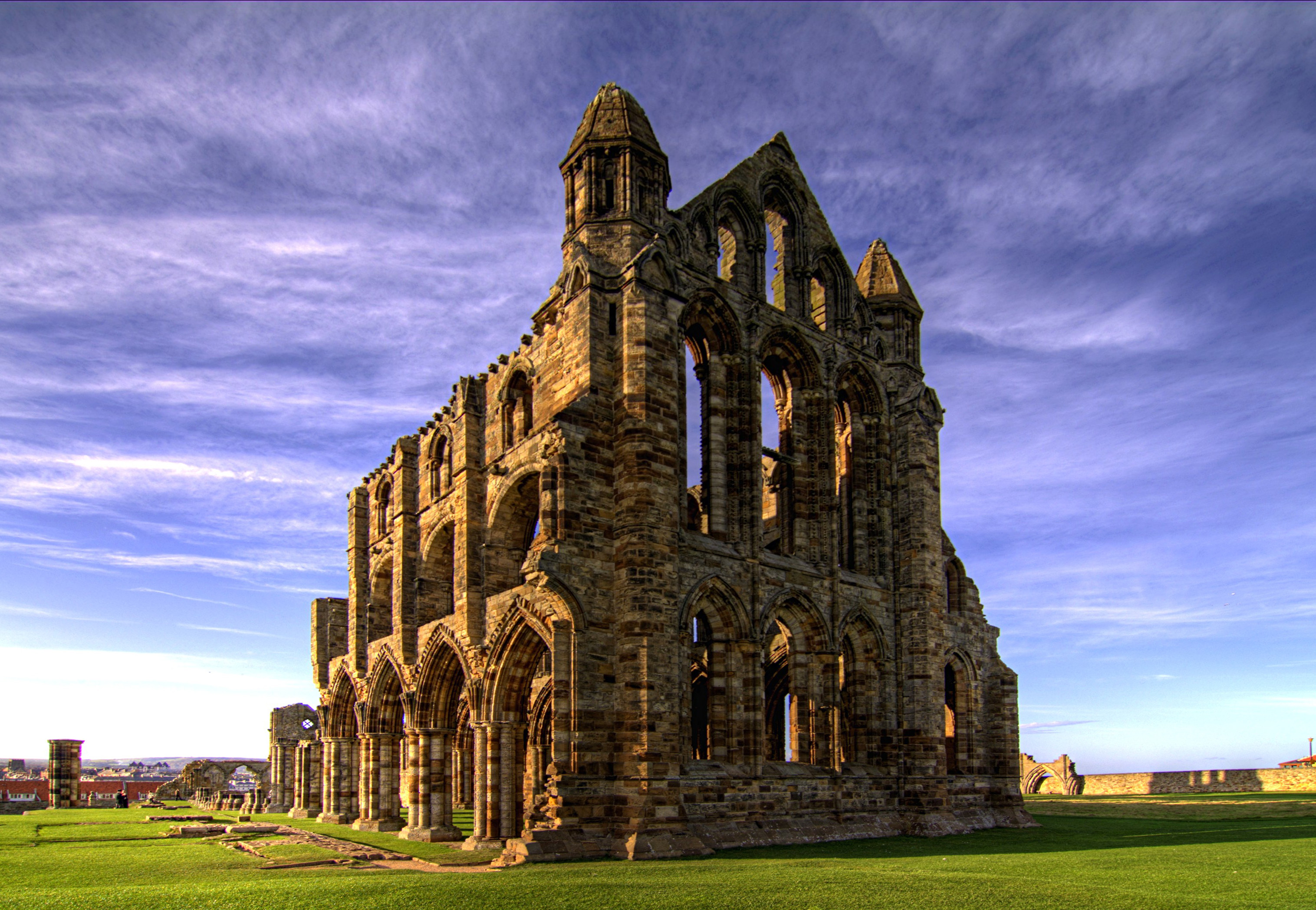
Ruines de l'abbaye de Whitby

Il tient probablement son toponyme du bourg de Percy dans la Manche qui arbore le blason de la branche normande de la famille Percy. Il était surnommé Asgernons ou Ohtlesgernons à cause de ses moustaches. Il est le refondateur de l'abbaye Saint-Pierre et Sainte-Hilda de Whitby dans le nord du Yorkshire. Les moines de cette maison ont écrit et tenu une chronique de l'histoire de la famille de Percy, mais cette source est peu crédible. Elle prétend notamment que Guillaume de Percy est venu en Angleterre avec Hugues d'Avranches et le roi Guillaume le Conquérant en 1067. Pour Emma Cownie, il est improbable qu'il ait été un homme du futur comte de Chester. Toutefois, en 1086, à la rédaction du Domesday Book, il est un vassal d'Hugues d'Avranches à Whitby et à Sneaton.
Guillaume de Percy accompagne le Conquérant dans sa campagne en Écosse en août 1072. Après que la paix a été faite avec les Écossais, il est chargé de superviser la reconstruction du château d'York, sous la direction de Hugues fitz Baldric, le shérif du Yorkshire. C'est peu après 1077 qu'il devient le bienfaiteur de la communauté des moines de Whitby, refondant l'abbaye qui avait été abandonnée après les raids vikings du IXe siècle.
À la rédaction du Domesday Book en 1086, Guillaume de Percy est tenant en chef dans le Yorkshire pour 80 seigneuries, dans le Lincolnshire pour 32 seigneuries plus d'autres dans le Hampshire, l'Essex et le Nottinghamshire,. Ses domaines dans le Yorkshire lui rapportent annuellement environ 64 livres sterling, ce qui fait de lui un baron de petite envergure. Il est aussi un vassal des évêques de Durham pour quelques terres dans le Yorkshire. Son fils et héritier Alain entrera en conflit avec l'évêque durant le règne de Guillaume le Roux (1187-1100) pour la possession de terres.
Guillaume de Percy construit les châteaux de Topcliffe, Spofforth, Sneaton et Hackness, tous dans le Yorkshire. Il est présent auprès du Conquérant lors de la résolution d'un conflit concernant les propriétés de l'abbaye de Fécamp vers 1086. Durant le règne de son fils Guillaume le Roux, il est témoin de quelques chartes sur la période 1091-1095. Il participe à la première croisade en 1096. Il meurt en Terre sainte entre 1096 et 1099, et est inhumé là.

## Famille et descendance
Il épouse Emma de Port, une parente de Hugues de Port, lord d'Old Basing. Par elle, il entre en possession de la seigneurie de Hambledon dans le Hampshire. Ils ont pour descendance connue :
- Alain († 1130/1136), qui succède à son père ;
- Gautier ;
- Guillaume, peut-être chanoine à York ;
- Richard de Dunsley ;

Ses origines sont inconnues, mais les chartes de fondation et de donation à l'abbaye de Whitby permettent de dire qu'il a un frère nommé Serlon qui est prieur à Whitby. Un de ses neveux nommé Guillaume est abbé de Whitby sous le règne d'Henri Ier. Un Picot de Percy, l'un de ses vassaux, est probablement l'un de ses parents, ainsi qu'Ernald de Percy, un vassal d'un autre baron du Yorkshire, Robert de Bruce.

### Sources
- Emma Cownie, « Percy, William de (d. 1096x9) », Oxford Dictionary of National Biography, Oxford University Press, 2004. Version de novembre 2008. DOI 10.1093/ref:odnb/21960.